# Hořeček žlutavý

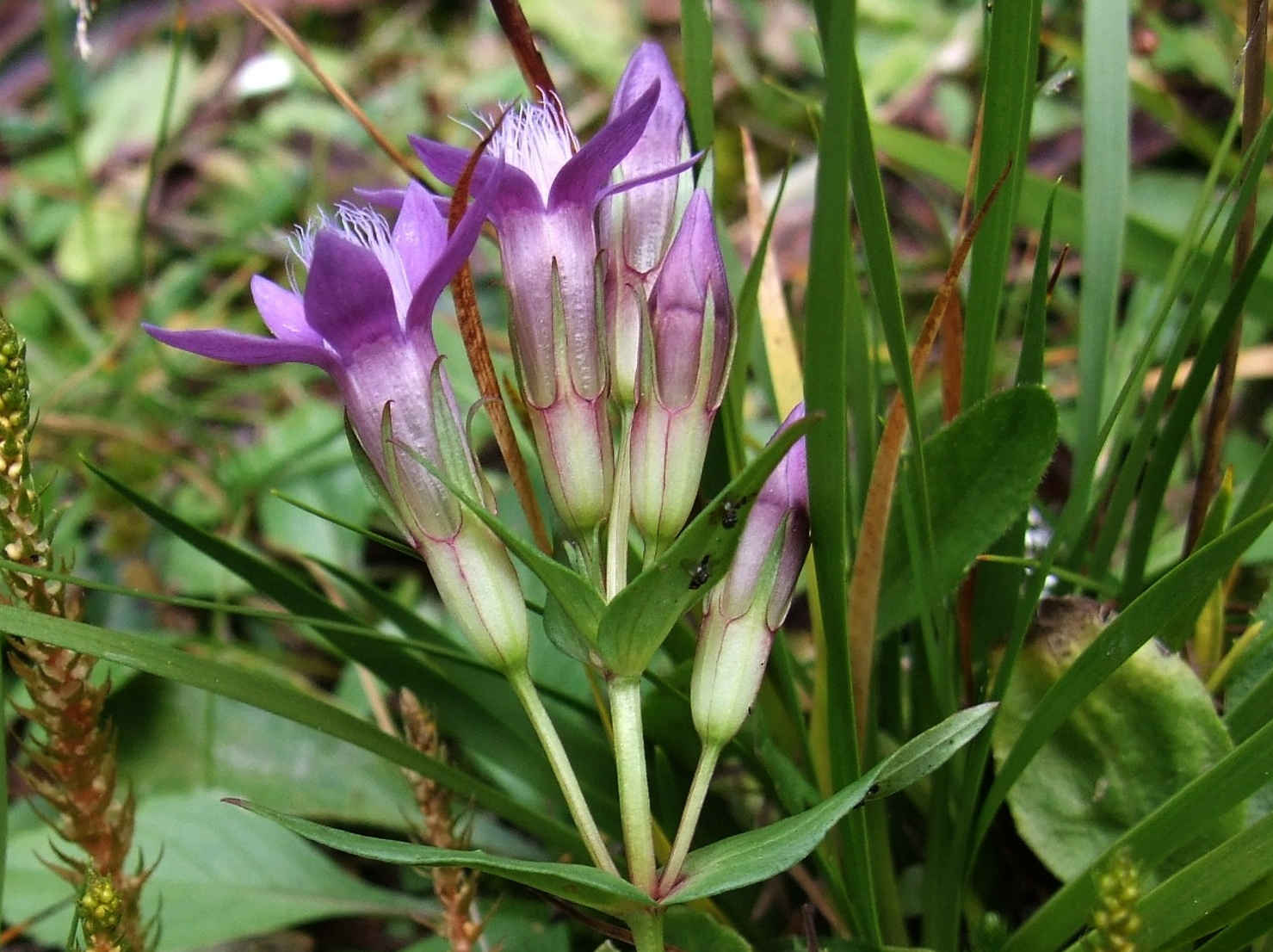
Nakvétající hořeček žlutavý

Hořeček žlutavý (Gentianella lutescens) je nevysoký, navzdory druhovému jménu modře až modrofialově kvetoucí dvouletá bylina. Je jedním z pěti druhů rodu hořeček rostoucích v české přírodě a patří mezi rostliny intenzivně ohrožené vyhynutím.

## Taxonomie
Hořeček žlutavý prošel mnoha změnami v taxonomii i pojmenování, v současnosti se má zato, že v české krajině se vyskytuje ve dvou poddruzích:
- hořeček žlutavý pravý (Velen.) Holub (Gentianella lutescens lutescens)
- hořeček žlutavý karpatský (Velen.) Holub (Gentianella lutescens carpatica) (Wettst.) Holub

Nejzřetelnější rozdílnost obou poddruhů je fenologická; výrazná sezónní dvojtvárnost. Nominátní poddruh hořeček žlutavý pravý je luční, letní (aestivální) typ a kvete před pomyslnou senosečí (obvykle v červnu a červenci), kdežto hořeček žlutavý karpatský je spíše pastvinný, podzimní (autumnální) typ a kvete v srpnu a září.
Nominátní poddruh bývá také vyšší, druhý či třetí lodyžní článek má nápadně delší, střední lodyžní listy jsou zakončeny tupě (ne ostře), má o něco málo větší květy a zářezy mezi kališními zuby okrouhlé (ne ostré).

## Výskyt
Hranice rozšíření nejsou přesně zjištěny a jejich areály se prolínají, vyskytuje se od Rakouska a Německa přes ČR, Slovensko, Polsko, Balkánský poloostrov, Bulharsko a Rumunsko až po Ukrajinu.
V České republice roste pouze na východní Moravě, v Beskydech a Bílých Karpatech, kde také probíhá západní hranice rozšíření druhu. Lokality obou poddruhů se tam částečně překrývají.
V roce 2012 byly zjištěny u hořečku žlutavého pravého dvě lokality v Beskydech (celkem několik desítek rostlin) a pět v Bílých Karpatech (dvě až dvacet rostlin na stanovišti). U hořečku žlutého karpatského dvě místa v Beskydech (celkem několik desítek rostlin) a dvě v Bílých Karpatech (dvě a tři sta rostlin na lokalitě), evidovány jsou vždy jen kvetoucí. Jsou to pouhé zlomky počtů nalézané počátkem 20. století.

## Ekologie
Tato endotrofně mykorhizní rostlina roste na krátkostébelných loukách, pastvinách, travnatých stráních a mezích od pahorkatin do horských poloh. Obvykle na hlubších, humózních, neutrálních až slabě kyselých půdách. Je to dvouletá rostlina, která prvým rokem vytvoří pouze listovou růžice a teprve druhým rokem z ní vyrůstá květná lodyha.

## Popis
Dvouletá bylina vysoká 5 až 40 cm s přímou, jednoduchou nebo jen nahoře rozvětvenou lodyhou. Přízemní listy v růžici jsou kopisťovité až obvejčité a na konci tupé. Lodyžní listy jsou přisedlé, kratší než internodia, úzce podlouhlé až obvejčité a na koncích tupé či ostré, jsou lysé a jedno až pětižilné. Přízemní listy v době kvetení již zasychají.
Květenství je úzký, víceramenný vrcholík květů v paždí listů. Oboupohlavné, pětičetné květy bývají 20 až 32 mm dlouhé. Zelené lístky nálevkovitého kalichu jsou trojúhelníkovité, čárkovité a na okraji občas podvinuté, zářezy mezi nimi jsou ve tvaru úzkého písmene „U“. Hluboká korunní trubka je delší než kalich a má volné, modré až modrofialové lístky ke kterým jsou částečně přirostlé nitkami tyčinek nesoucí nafialovělé prašníky.Válcovitý semeník, asi 2 cm dlouhý, je stopkatý, nahoře zúžený a o něco málo delší než korunní trubka. Na bázi koruny jsou nektaria, za kterými přilétá opylující hmyz. Ploidie druhu je 2n = 36.

## Rozmnožování
Hořeček se opylí výhradně cizím pylem a proto je dostatek vhodných opylovačů podmínkou zachování druhu, za nejvhodnější jsou pro svůj dlouhý sosák považování čmeláci rodu Bombus s doletovou vzdálenosti do 500 m. Včely Apis a ploskočelky Lasioglossum s krátkými sosáky na květy s dlouhou korunní trubkou přilétají jen při nedostatku jiných živných rostlin. Plod je tobolka obsahující okrouhle vejčitá, slámově žlutá, hladká semena asi 0,8 mm velká.
Rozmnožuje se pouze semeny a to ve dvouletém cyklu, potřebuje ne zcela zapojené okolí s volnou půdou, do které jeho semeny snáze zapadnou a vyklíčí. Časté meziroční kolísání počtu kvetoucích rostlin souvisí s existencí semenné banky, kde si semena uchovávají klíčivost až 7 let. Pokud z nějakého důvodu (sucho nebo zastínění) opakovaně nevykvetou, z dané lokality vymizí.

## Ohrožení
Hořeček žlutavý nikdy v české krajině nerostl hojně, jeho počty se však od počátku druhé poloviny 20. století počaly prudce snižovat. Je to přičítáno ekonomickým změnám, které způsobily ústup od pasení ovcí, vláčení dřeva koňmi i ručního kosení luk a mezí. Naopak došlo k silné eutrofizaci krajiny i přeměně tradičních stanovišť v ekonomicky využívané polní nebo lesní pozemky.
Přestože v „Seznamu zvláště chráněných druhů rostlin dle vyhlášky Ministerstva životního prostředí ČR č. 395/1992 Sb. ve znění vyhl. č. 175/2006 Sb“. je hořeček žlutavý považován „jen“ za silně ohrožený druh (§2), v „Červeném seznamu cévnatých rostlin České republiky-třetí vydání“ z roku 2012 jsou oba poddruhy zařazeny do kategorie kriticky ohrožený druh (C1t).